# 福克斯新闻电台
福克斯新闻电台（英語：Fox News Radio）是美国一家电台联播网，由福斯新闻传媒所有。福克斯新闻电台通过500家调幅广播及调频广播电台覆盖全美，同时也通过天狼星XM提供卫星广播服务。

## 发展历史
2003年，福斯新闻便以通过广播联卖服务商西木壹号向各大广播电台提供1分钟实时新闻内容。随着1分钟实时新闻服务的成功，福斯新闻开始全面涉足电台联播网新闻广播服务并在开始阶段雇佣了60名专业广播人员。
2005年6月1日，福克斯新闻电台开始在整点开始时提供5分钟新闻简报，并在半点开始时也提供1分钟新闻速报。在福克斯新闻电台开播时，共计有60家广播电台加入到联播网内。在福克斯新闻电台与美国最大的广播电台拥有者清晰頻道通信公司（现iHeart传媒）达成一项交易，因此有更多的广播电台加入了这个联播网。